# Bradina parallela
Bradina parallela là một loài bướm đêm trong họ Crambidae.